# Franz Göring
Franz Göring, né le 22 octobre 1984 à Suhl, est un fondeur allemand.

## Carrière
Göring débute en Coupe du monde en décembre 2002 et obtient son premier podium et victoire lors d'un relais en 2004. 
Il obtient une victoire d'étape dans le Tour de ski 2006-2007 quelques jours après un podium de Coupe du monde à Gällivare.
Lors des Championnats du monde 2009, il est médaillé d'argent en relais et deux ans plus tard, il remporte le bronze dans cette même épreuve. Au cours de l'année 2014, il décide de ne pas continuer sa carrière en raison de problèmes de santé l'empêchant de retrouver son meilleur niveau.

## Palmarès

### Jeux olympiques
| Épreuve / Édition                       | Turin 2006 |
| 10 km                                   |            |
| 15 km Classique                         | 43e        |
| 30 km                                   |            |
| 50 km                                   |            |
| Poursuite 15 km classique + 15 km libre |            |
| Relais 4 × 10 km                        |            |

### Championnats du monde
| Épreuve / Édition                       | Épreuve / Édition                       | Oberstdorf 2005 | Sapporo 2007 | Liberec 2009 | Oslo 2011 |
| Sprint                                  | Classique                               | 20e             |              |              |           |
| Sprint                                  | Libre                                   |                 |              | 19e          |           |
| 10 km                                   |                                         |                 |              |              |           |
| 15 km                                   | Classique                               |                 |              | 11e          |           |
| 15 km                                   | Libre                                   | 13e             | 6e           |              |           |
| 50 km Classique départ en ligne         | 50 km Classique départ en ligne         | 39e             |              |              |           |
| 50 km Libre départ en ligne             | 50 km Libre départ en ligne             |                 |              |              | 27e       |
| Poursuite 15 km classique + 15 km libre | Poursuite 15 km classique + 15 km libre |                 |              |              | 11e       |
| Relais 4 × 10 km                        | Relais 4 × 10 km                        |                 | 4e           | Argent       | Bronze    |

### Coupe du monde
- Meilleur classement final: 14e en 2007.
- 4 podiums dans des épreuves de la Coupe du monde :
  - 1 podium en épreuve individuelle (15 km libre en 2006).
  - 3 podiums en épreuve par équipe dont 2 victoires.

### Championnat du monde junior
- Stryn, 2004 : Médaille de bronze du 30 km style classique en mass start (départ en ligne), médaille d'or du 10 km style libre et médaille d'argent du relais 4 × 10 km.

 Palmarès au 16 mars 2009 